# Röplabda az 1992. évi nyári olimpiai játékokon
Az 1992. évi nyári olimpiai játékokon a röplabdatornákat július 26. és augusztus 9. között rendezték.

## Éremtáblázat
(Az egyes számoszlopok legmagasabb értéke, vagy értékei vastagítással kiemelve.)
| Az 1992. évi nyári olimpiai játékok éremtáblázata röplabdában | Az 1992. évi nyári olimpiai játékok éremtáblázata röplabdában | Az 1992. évi nyári olimpiai játékok éremtáblázata röplabdában | Az 1992. évi nyári olimpiai játékok éremtáblázata röplabdában | Az 1992. évi nyári olimpiai játékok éremtáblázata röplabdában | Olimpia  |
| ------------------------------------------------------------- | ------------------------------------------------------------- | ------------------------------------------------------------- | ------------------------------------------------------------- | ------------------------------------------------------------- | -------- |
|                                                               | Ország                                                        | Arany                                                         | Ezüst                                                         | Bronz                                                         | Összesen |
| 1.                                                            | Brazília (BRA)                                                | 1                                                             | 0                                                             | 0                                                             | 1        |
| 1.                                                            | Kuba (CUB)                                                    | 1                                                             | 0                                                             | 0                                                             | 1        |
|                                                               |                                                               |                                                               |                                                               |                                                               |          |
| 3.                                                            | Egyesített Csapat (EUN)                                       | 0                                                             | 1                                                             | 0                                                             | 1        |
| 3.                                                            | Hollandia (NED)                                               | 0                                                             | 1                                                             | 0                                                             | 1        |
|                                                               |                                                               |                                                               |                                                               |                                                               |          |
| 5.                                                            | Egyesült Államok (USA)                                        | 0                                                             | 0                                                             | 2                                                             | 2        |
|                                                               |                                                               |                                                               |                                                               |                                                               |          |
| Összesen                                                      | Összesen                                                      | 2                                                             | 2                                                             | 2                                                             | 6        |

## Érmesek

### Férfi torna
| Az 1992. évi nyári olimpiai játékok érmesei férfi röplabdában | Az 1992. évi nyári olimpiai játékok érmesei férfi röplabdában | Az 1992. évi nyári olimpiai játékok érmesei férfi röplabdában                                                                                                 | Az 1992. évi nyári olimpiai játékok érmesei férfi röplabdában |
| --- | --- | --- | ------------------------------------------------------------- |
| Arany | Ezüst | Bronz |                                                               |
| Brazília (BRA) | Hollandia (NED) | Egyesült Államok (USA) |                                                               |
| Amauri Ribeiro Antônio Carlos Gouveia Douglas Chiarotti Giovane Gávio Janelson Carvalho Jorge Edson Brito Maurício Lima Marcelo Negrão Paulo André Silva André Ferreira Talmo Oliveira Alexandre Ramos Samuel | Edwin Benne Peter Blangé Ron Boudrie Henk Jan Held Martin van der Horst Marko Klok Olof van der Meulen Jan Posthuma Avital Selinger Martin Teffer Ronald Zoodsma Ron Zwerver | Nick Becker Carlos Briceno Bob Ctvrtlik Scott Fortune Dan Greenbaum Brent Hilliard Bryan Ivie Douglas Partie Bob Samuelson Eric Sato Jeff Stork Steve Timmons |                                                               |

### Női torna
| Az 1992. évi nyári olimpiai játékok érmesei női röplabdában | Az 1992. évi nyári olimpiai játékok érmesei női röplabdában | Az 1992. évi nyári olimpiai játékok érmesei női röplabdában | Az 1992. évi nyári olimpiai játékok érmesei női röplabdában |
| --- | --- | --- | ----------------------------------------------------------- |
| Arany | Ezüst | Bronz |                                                             |
| Kuba (CUB) | Egyesített Csapat (EUN) | Egyesült Államok (USA) |                                                             |
| Regla Bell Mercedes Calderón Magaly Carvajal Marlenis Costa Ana Fernández Idalmis Gato Lilia Izquierdo Norka Latamblet Mireya Luis Tania Ortiz Raisa O’Farrill Regla Torres | Valentyina Ogijenko Natalja Morozova Marina Nyikulina Jelena Tyurina Irina Ilcsenko Tatyjana Szidorenko Tatyjana Mencsova Jevgenyija Artamonova Galina Lebegyeva Szvetlana Vaszilevszkaja Jelena Csebukina Szvetlana Koritova | Liane Sato Paula Weishoff Yoko Zetterlund Elaina Oden Kimberley Oden Teee Sanders Caren Kemner Ruth Lawanson Tammy Liley Janet Cobbs Tara Cross-Battle Lori Endicott |                                                             |